# Rex Williams
Desmond Rex Williams (* 20. Juli 1933 in Halesowen, England), Sohn von Minnie Roberts und William Williams, ist ein ehemaliger englischer Snooker- und English-Billiards-Profispieler.

## Karriere
In beiden Disziplinen, Snooker und English Billiards, war Williams ein exzellenter Junior-Spieler. So gewann er je zweimal die U16- und die U19-Version der English Amateur Billiards Championship. Seine professionelle Laufbahn begann im Jahr 1951, während einer Niedergangsperiode des Snooker. In den 1960er Jahren, die Snookerweltmeisterschaften wurden als Herausforderer-Turnier gespielt, traf er in den Endrunden 1964 und 1965 auf den Champion John Pulman, unterlag aber beide Male. Im Dezember 1966 während einer Schauveranstaltung in Kapstadt, war er der Zweite nach Joe Davis, der ein akkreditiertes Maximum Break von 147 Punkten erzielte.
Williams gewann die World Billiards Championship siebenmal zwischen 1968 und 1983. Im Snooker war er nicht ganz so erfolgreich: Er erreichte zweimal das Halbfinale der Weltmeisterschaft, verlor dort im Jahr 1972 knapp gegen Alex Higgins (mit vier Frames vorne liegend, und fünf noch zu spielenden), und im Jahr 1974 gegen Graham Miles, außerdem erreichte er 1970, 1973 und 1975 das Viertelfinale. Nachdem das Crucible Theatre in Sheffield 1977 zum ständigen Austragungsort der Weltmeisterschaft wurde, gewann er kein Spiel mehr bei einer WM-Endrunde – trotz acht weiterer Teilnahmen. Ein Rekord, den er sich mit Cliff Wilson teilt. In Erinnerung bleibt auch seine Aufholjagd gegen Terry Griffiths in der ersten Runde der UK Championship 1978. 8:1 hinten liegend, gewann er noch 9:8 im ersten via TV übertragene Match von Griffiths, der am Ende der Saison Weltmeister wurde. Durch das Erreichen der Rothmans Grand Prix 1986 stellte er, mit seinen 53 Jahren, einen neuen Altersrekord für das Erreichen eines Ranglistenturnier-Finals auf. Das Endspiel verlor er allerdings gegen Jimmy White mit 6:10. Sein höchster Weltranglistenplatz war der sechste Platz in der Saison 1976/77.
Williams engagierte sich stark in der Administration des Snooker und English Billiards. Im Jahre 1968 sorgte er für die Wiedereinführung der Professional Billiards Players Association unter dem Dachverband der World Professional Billiards & Snooker Association (WPBSA). Von 1968 bis 1987 und von 1997 bis 1999 arbeitete er als dessen Vorsitzender. Im Jahr 2001 wurde er seines Amtes enthoben, nachdem ihm treuhänderische Unregelmäßigkeiten vorgeworfen wurden und man ihn aufforderte Anwalts- und Gerichtskosten in Höhe von 28.268 £, zurückzuzahlen. Bereits im folgenden Jahr wurde er jedoch wieder als vollwertiges Mitglied aufgenommen. Der Verband entschuldigte sich später bei ihm für dieses Vorgehen.
In den 1980er Jahren war Williams auch als Kommentator für die BBC und ITV in der Snooker-Berichterstattung tätig.
2016 wurde er von der WPBSA in die Snooker Hall of Fame aufgenommen.
2020 erhielt er für seine Verdienste um den Snookersport die British-Empire-Medaille.